# 汤湘竹
湯湘竹（Tang Shiang-Chu，1964年3月21日—），出生于台湾新竹縣新竹市，台湾纪录片导演、电影现场同步录音师。國立台灣藝術專科學校戲劇科畢業。追随杜笃之钻研同步录音技术，从事电影同步录音至今。于1998开始创作拍摄第一部纪录片《海有多深》。2019年獲頒第56屆金馬獎年度臺灣傑出電影工作者。

## 录音作品
- 《只要為你活一天》 (1993)
- 《獨立時代》 (1994)
- 《甜蜜蜜》 (1996)
- 《太平天國》 (1996)
- 《今天不回家》 (1996)
- 《麻將》 (1996)
- 《飛一般愛情小說》 (1997)
- 《捉姦,強姦,通姦》 (1997)
- 《征婚啟事》 (1998)
- 《幻影特攻》 (1998)
- 《心動》 (1999)
- 《花樣年華》 (2000)
- 《勝者為王》 (2000)
- 《夜奔》 (2000)
- 《夏日的麼麼茶》 (2000)
- 《你那邊幾點?》 (2001)
- 《九龍冰室》 (2001)
- 《鹹豆漿》 (2002)
- 《魂魄唔齊》 (2002)
- 《台北晚 9 朝 5》 (2002)
- 《雙瞳》 (2002)
- 《不散》 (2003)
- 《生死速遞》 (2004)
- 《千機變II之花都大戰》 (2004)
- 《等待飛魚》 (2005)
- 《愛麗絲的鏡子》 (2005)
- 《天邊一朵雲》 (2005)
- 《一年之初》 (2006)
- 《黑眼圈》 (2006)
- 《夏天的尾巴》 (2007)
- 《穿牆人》 (2007)
- 《最遙遠的距離》 (2007)
- 《一個好爸爸》 (2008)
- 《刺陵》 (2009)
- 《志明與春嬌》 (2010)
- 《獵豔》 (2010)
- 《賽德克巴萊》(2011)
- 《返校》(2019)
- 《消失的情人節》(2020)
- 《詭扯》(2021)
- 《黑的教育》(2023)
- 《疫起》(2023)
- 《周處除三害》(2023)
- 《默視錄》(2024)
- 《鬼才之道》(2024)

## 导演作品
- 《回家三部曲》[1]

- 《海有多深》第22届金穗奖“最佳纪录片奖”
- 《山有多高》（2002）获第39届金马奖“最佳纪录片奖”，第24届金穗奖“优等纪录片奖”，第62屆皮巴蒂獎(peabody award)
- 《路有多长》（2009）

- 《寻找蒋经国——有！我是蒋经国》(2007)荣获第42届金钟奖“最佳纪录片导演奖”及“最佳剪辑奖”
- 《餘生—賽德克·巴萊》(2012)：描述霧社事件賽德克族遺族現在的生活文化的紀錄片。（2013）入圍第50屆金馬獎最佳紀錄片、最佳音效。（2014）獲第16屆台北電影節最佳攝影

## 演出作品
- 《賽德克巴萊》（2011），飾演李經方
- 《影后》（2024），飾演宋哥

## 資料來源
1. ↑  文化部國家文化資料庫 - 湯湘竹 的存檔，存档日期2013-10-20.

## 外部連結
- 汤湘竹的Facebook專頁
- 汤湘竹在互联网电影资料库（IMDb）上的資料（英文）
- 汤湘竹在香港影庫上的簡介
- 汤湘竹在豆瓣上的资料（简体中文）
- 汤湘竹在时光网上的簡介（简体中文）
- 汤湘竹在台灣電影網上的資料（繁體中文）